# Elaeocarpus celebicus
Elaeocarpus celebicus är en tvåhjärtbladig växtart som beskrevs av Sijfert Hendrik Koorders. Elaeocarpus celebicus ingår i släktet Elaeocarpus och familjen Elaeocarpaceae. Inga underarter finns listade i Catalogue of Life.